# 背箭猪虫
背箭猪虫（学名：Hystrichaspis dorsata）为穿盾虫科箭猪虫属的动物。分布于大西洋、俾斯麦群岛、苏门答腊以及中国东海等海域。